# Радіоприймач

Радіоприймач. 50-і роки ХХ ст.

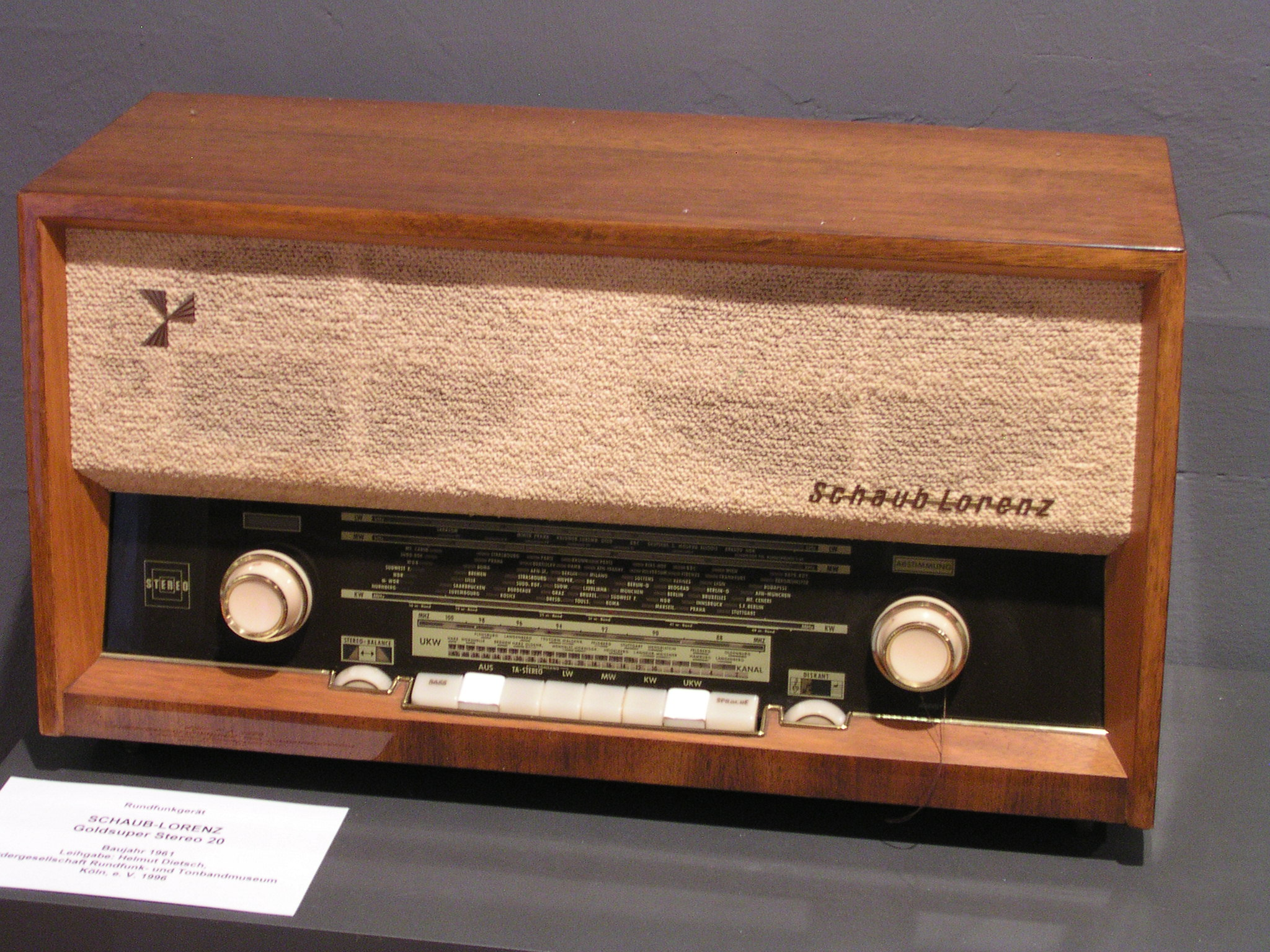
Настільний ламповий радіоприймач, 1961

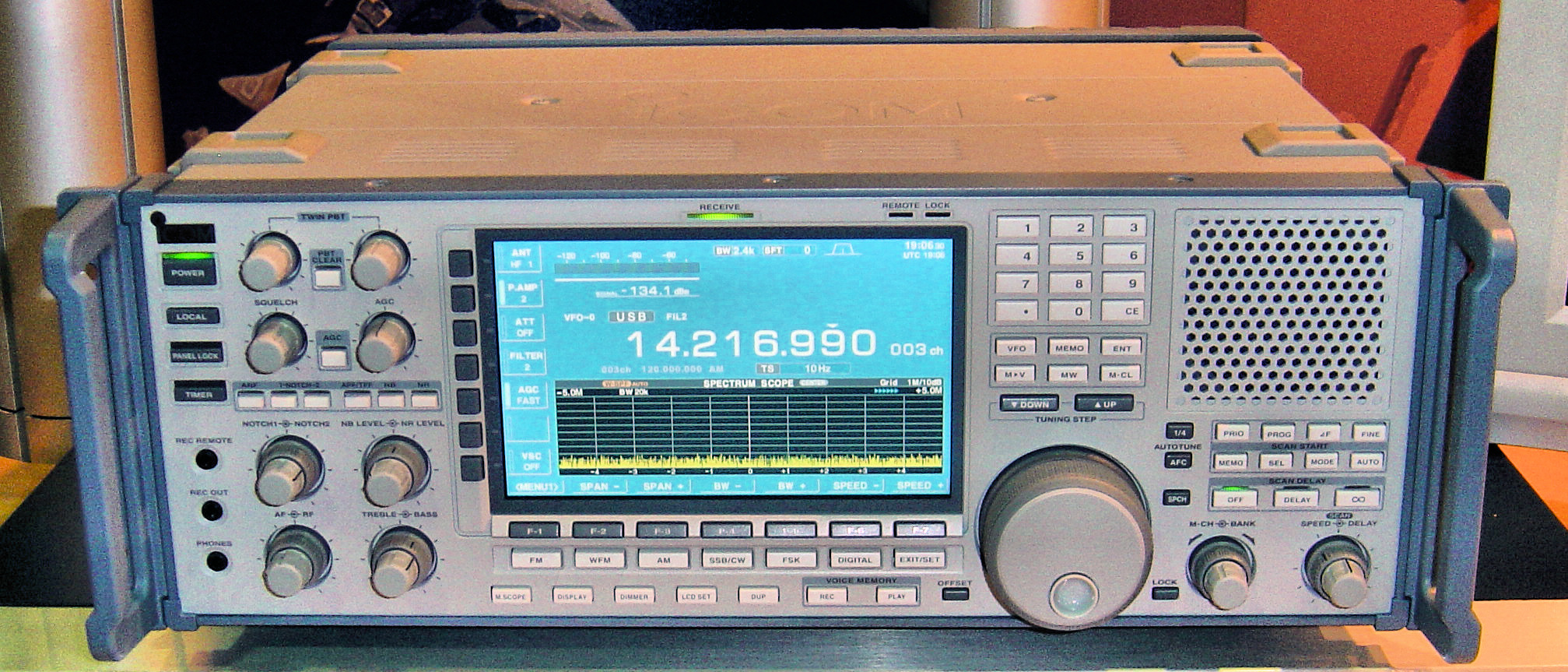
Сучасний приймач для радіозв'язку

Радіоприйма́ч — пристрій, призначений для приймання електромагнітних хвиль радіодіапазону (тобто з довжиною хвилі від декількох тисяч метрів до частин міліметра) з наступним перетворенням інформації, яка у них зберігається до вигляду, в якому вона може бути використана.
Радіоприймачі є важливими компонентами всіх систем, які використовують радіо. Інформація, отримана приймачем, може бути у вигляді звуку, рухомих зображень (телебачення) або  цифрових даних.

## Історія
Перший в світі радіоприймач (розрядовідмітник) був досліджений італійським вченим Луїджі Гальвані у 1791 році. Приймач складався з антени та заземлення, приєднаних до чутливого елементу (м'язу препарованої жаби), що скорочувався під дією електромагнітних хвиль (ЕМХ).
У 1875 (1876) році американський винахідник Томас Едісон проводив досліди з приймачем ЕМХ власної конструкції. Приймач складався з двох загострених провідників, розташованих в одну лінію в темній коробці із збільшуваним склом, тобто електричного розрядника, що виконував роль чутливого елемента. Виступаючий кінець одного провідника був обладнаний порожнистою кулею (антеною), а іншого — гвинтом для регулювання відстані між вістрями провідників. При дії ЕМХ між вістрями розрядника виникала іскра.
1890 року французький вчений Едуар Бранлі досліджував скляну трубку з металевими ошурками для виявлення електромагнітних хвиль та дав їй назву «радіокондуктор», що привело до появи терміна «радіо». Після дії ЕМХ радіокондуктор проводив струм. Для повернення його у початковий непровідний стан, необхідно було трубку струснути. Чутливість радіокондуктора була набагато кращою, ніж розрядника. Схема приймача Бранлі містила батарею, радіокондуктор, антену, гальванометр та резистори для обмеження струму. Після дії ЕМХ відхилялась стрілка гальванометра.
У 1894 році англійський вчений Олівер Лодж удосконалив радіокондуктор шляхом автоматизації процесу його струсу. Для цього використовувались електродзвоник або електромеханічний чи механічний пристрій з молоточком. Цьому поєднанню радіокондуктора з механізмом струсу (переривачем) Лодж дав назву когерер. Для додаткового підсилення струму когерера, при необхідності, Лодж використовував батарею та чутливе реле. Когерер дав можливість О. Лоджу приймати азбуку Морзе, при відповідній доробці приймача та передавача ЕМХ.
Надалі як чутливі елементи приймачів використовували кристалічні або вакуумні діодні чи тріодні детектори.

## Принцип роботи
У загальному вигляді принцип дії радіоприймача полягає в селекції (виборі), підсиленні, перетворенні, потрібних для користувача радіосигналів. Електромагнітні хвилі є сумішшю потрібного (корисного)  радіосигналу, інших радіосигналів, завад різного походження, що наводять у антені мішанину змінних електричних струмів. Отримані таким чином електричні коливання обробляються (перетворюються, підсилюються, фільтруються і т. ін.) для відділення необхідного сигналу від завад. Потім з сигналу виділяється (детектується) корисна інформація, що придатна для використання: звук, зображення на екрані телевізора, потік цифрових даних, безперервний або дискретний сигнал для керування виконавчим пристроєм (наприклад, телетайпом або рульовою машинкою) тощо.
В залежності від конструкції приймача сигнал в його тракті може проходити, крім детектування, багатоетапну обробку: фільтрацію за частотою, підсилення, перетворення частоти (зсув спектру), обмеження за амплітудою, оцифрування з подальшою програмною обробкою і перетворенням в аналоговий вигляд.

## Екстрене радіо
Під час природніх катастроф, війн, масштабних аварій і збоїв комунікаційних мереж радіо залишається чи не єдиним засобом оповіщення населення та джерелом новин, тому портативний радіоприймач входить у перелік речей для тривожного рюкзака, який рекомендують укладати служби порятунку різних країн.
В Україні, ДСНС рекомендує мати з собою «засоби зв'язку та інформації (невеликий радіоприймач з можливістю прийому в УКХ і АМ діапазоні) та елементи живлення до радіоприймача (якщо потрібні)».

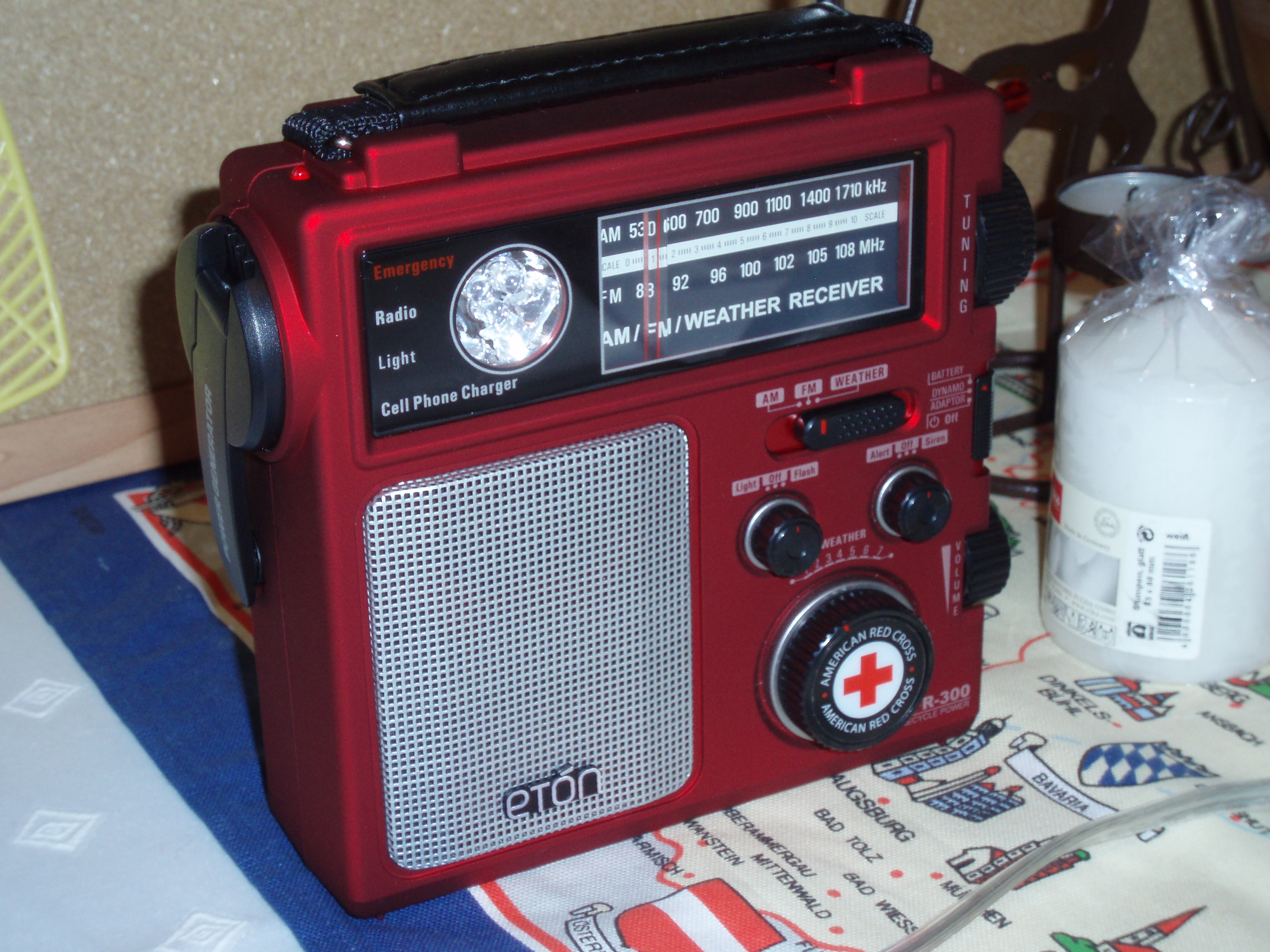
Екстрений радіоприймач Eton FR300

Спеціалізовані екстрені радіоприймачі, які можуть мати такі функції:
- розширений діапазон частот FM/AM-SW (УКХ-КХ)Див. також: Список українських радіостанцій
- діапазон погоднього радіо[en] (у США та деяких країнах)
- вбудований динамік
- вбудований ліхтарик
- кнопка SOS для вмикання радіомаяка, подачі світлового та звукових сигналу про порятунок
- вбудований GPS або GPS-трекер для визначення місця положення
- вбудований акумулятор і ручне динамо (генератор) для його підзарядки
- вбудована сонячня батарея для живлення і пізарядки акумулятора

## Класифікація

### За стандартом
- Аналоговий
- Цифровий
- Абонентський гучномовець (радіоточка)

### За елементною базою
- Детекторний
- Ламповий[4]
- Транзисторний
- SDR (програмно-керований)

### За формфактором
- Радіола
- Настільний (бортовий, автомобільний, яхтний, радіобудильник)
- Переносний
- Портативний (екстрений, туристичний)
- Кишеньковий
- Міні-приймач (спортивний, сувенірний)
- Matchbox (менше коробки сірників)[4][5][6][7]
- Радіонавушники[8]

### За типом живлення
- Проводовий (мережевий)
- Детекторний (без елементів живлення)
- Акумуляторний
  - на змінних батарейках чи акумуляторах
  - з вбудованим акумулятором (підзаряджання з мережі)
  - з сонячними елементами для живлення чи підзаряджання акумулятора[9]
  - з ручним генератором (динамо-машина)